# Soltanlı
Soltanlı (auch Soltanly genannt) ist ein Dorf im Bezirk Cəbrayıl in Aserbaidschan. Das Dorf wurde von den Streitkräften Armeniens und den Streitkräften der de facto unabhängigen Republik Arzach im August 1993 mit dem Rest des Bezirks eingenommen. Am 19. Oktober 2020 wurde es von den aserbaidschanischen Streitkräften befreit.

## Geschichte
Der Name „Soltanlı“ kommt vom Soltanly-Stamm, ein Stamm der Schahsewenen. Während dem Zarenreich war das Dorf Teil des Ujesd Cəbrayıl, der zum Gouvernement Elisawetpol gehörte. Bis 1873 gehörte es zum Ujesd Şuşa. Nach dem Krieg um Bergkarabach zu Beginn der 1990er Jahre wurde das Gebiet von der dann de-facto unabhängigen Republik Arzach als Teil der Provinz Hadrut verwaltet, bis es im Krieg um Bergkarabach 2020 zurück unter aserbaidschanische Kontrolle kam.
Der Ort soll durch Unterstützung aus Ungarn wiederaufgebaut werden, sodass 5000 bis 6000 Menschen hier leben können, wie ein im November 2023 geschlossenes Abkommen mit Aserbaidschan vorsieht.

## Bevölkerung
In Soltanly lebten 1912 laut dem Kaukasischer Kalender 456 Menschen, von denen die Mehrheit schiitische Aserbaidschaner waren.